# هورنی هابارتیتسه
هورنی هابارتیتسه (به چکی: Horní Habartice) یک منطقهٔ مسکونی در جمهوری چک است که در ناحیه دیتشین واقع شده‌است. هورنی هابارتیتسه ۷٫۲۷ کیلومتر مربع مساحت و ۴۰۳ نفر جمعیت دارد.